# Xanthostemon sebertii
Xanthostemon sebertii är en myrtenväxtart som beskrevs av André Guillaumin. Xanthostemon sebertii ingår i släktet Xanthostemon och familjen myrtenväxter. IUCN kategoriserar arten globalt som utdöd. Inga underarter finns listade i Catalogue of Life.